# 東海級巡邏艦
東海級巡邏艦是韓國海軍巡邏艦，同级舰4艘東海級與浦項級艦屬於較低檔戰鬥巡邏艦（Patrol Combat Corvette）武裝全為近程反水面與反潛用途，負責守護韓國近海的安全，防止朝鮮的入侵。建造本艦累積的技術成為南韓軍艦工業基礎。
四艘本級艦在2009至2011年除役完畢。在2013年，韓國與哥倫比亞協議將除役的安養號（PCC-755）贈送給哥倫比亞。

## 外部連結
- 日本周辺国の軍事兵器 （页面存档备份，存于）
- 韓国海軍 （页面存档备份，存于）（2010年3月29日）
- GlobalSecurity （页面存档备份，存于）